# 2002 (single)
2002 is een nummer van de Britse zangeres Anne-Marie uit 2018. Het is de zesde single van haar debuutalbum Speak Your Mind.
Het nummer gaat over een jeugdliefde die Anne-Marie had in 2002. De eerste regels van het refrein ("Oops, I got 99 problems singing 'bye, bye, bye' / Hold up, if you wanna go and take a ride wit me / Better hit me, baby, one more time") refereren aan zes hits uit de late jaren '90 en de vroege jaren '00: "Baby One More Time" van Britney Spears, "99 Problems" van Jay-Z, "Bye Bye Bye" van NSYNC, "The Next Episode" van Snoop Dogg en Dr. Dre, "Ride wit Me" van Nelly en "Oops!... I Did It Again" van Britney Spears. Anne-Marie zei dat ze in haar jeugd veel naar deze nummers luisterde, en dat deze nummers haar ook terugbrengen naar haar jeugd.
"2002" had het meeste succes op de Britse eilanden. Het haalde de 3e positie in het Verenigd Koninkrijk. In de rest van Europa werd het nummer een bescheiden hitje. In Nederland haalde het de 4e positie in de Tipparade, en in de Vlaamse Ultratop 50 haalde het de 49e positie.